# Psalterium
Psalterium, psałterium, psalterion (dawniej szaltarz, zaltarz, zołtarz) – dawny instrument muzyczny z grupy chordofonów; rodzaj cytry. Popularny w średniowiecznej Europie, znany w kulturze perskiej i hebrajskiej od starożytności; zaczął zanikać w epoce renesansu. Odmianą psalterium jest cytra uderzana – cymbały.

## Budowa i technika gry
Terminem psalterium określano w średniowieczu instrumenty składające się z płaskiego pudła rezonansowego i równolegle nad nim rozciągniętych strun. Kształt korpusu – w zależności od czasu zbudowania i regionu geograficznego – był trapezoidalny, prostokątny lub trójkątny; na średniowiecznych malowidłach i ilustracjach często ma kształt tzw. świńskiej głowy – trójkąta ze ściętymi narożnikami i wklęsłymi krawędziami dwóch boków, a czasami formę ptasiego skrzydła (półpsalterium, ala bohemica). Kilka strun (pojedynczych bądź w potrójnych chórach) rozpiętych było nisko nad płytą rezonansową, na dwóch szerokich podstawkach. Struny wykonywano z metalu (mosiądzu, srebra lub miedzi) lub z jelit zwierzęcych. Instrument nigdy nie miał znormalizowanego stroju. W płycie rezonansowej znajdował się przynajmniej jeden otwór rezonansowy (w „świńskiej głowie” trzy lub cztery) ozdobiony rozetką. Na psalterium grano trzymając je przy piersi i szarpiąc struny palcami (pojedynczo bądź akordowo, jak w technice rasgueado), rzadziej trzymając płasko na kolanach i uderzając pałeczkami.

## Historia
Według Sachsa psalterium przeniknęło do średniowiecznej Europy z Bliskiego Wschodu, gdzie od starożytności, na terenach Egiptu grano na cytrze szarpanej kanun, a na terenach Półwyspu Arabskiego i Iranu – na cytrze uderzanej, cymbałach santir. Pierwotny, grecki termin psaltērion w Grecji odnosił się do harfy, później używany był przez długi okres na określenie kilku rodzajów instrumentów strunowych. Grecka nazwa w średniowiecznej Europie rozpowszechniła się w łacińskiej formie psalterium. W miarę upływu czasu, jej znaczenie zawęziło się do cytry szarpanej. Psalterium rozpowszechniło się w średniowieczu bardziej w zachodnich i południowych regionach Europy, cymbały – we wschodnich i południowych. Według Drobnera psalterium rozwinęło się w średniowiecznej Europie z monochordu, poprzez zwielokrotnienie liczby strun i ustalenie pozycji podstawków.
Kamiński, powołując się na źródła historiograficzne, wzmiankował Hermenryka Augieńskiego, mnicha z Ellwangen, który w 1. połowie IX wieku, w jednym ze swoich listów do opata St. Gallen wspomniał instrument wykorzystywany przez Słowian zachodnich podczas tańców, a który określił mianem psalterium. Najstarsze przedstawienie instrumentu znajduje się na płaskorzeźbie z 1184 w Portalu Chwały katedry w Santiago de Compostela.
Od XII wieku psalterium używane było przez truwerów, trubadurów i minnesingerów; razem fidelami, dudami, szałamają, harfą, lirą korbową i chrottą stanowiło podstawę instrumentarium XIII-wiecznego kuglarza w Prowansji. W średniowieczu nie uformował się specyficzny repertuar dla psalterium; używane ono było do gry solowej i do akompaniamentu, w muzyce świeckiej i kościelnej, na traktach, w środowiskach mieszczańskich oraz na dworach królewskich. Instrument wchodził prawdopodobnie w skład zespołu muzycznego utrzymywanego przez królową Aldonę Annę Giedyminównę.
W późnym średniowieczu psalterium wprowadzone zostało do muzyki ludowej, a w epoce renesansu, nie mogąc sprostać wymaganiom muzyki profesjonalnej, zniknęło z rezydencji i dworów monarszych.
Mimo braku zastosowania w muzyce klasycznej instrument był nadal wykorzystywany w nowożytności, a jego konstrukcja była udoskonalana i dostosowywana, żeby spełnić wymogi stroju równomiernie temperowanego. W wyniku ekspansji terytorialnej będącej następstwem wielkich odkryć geograficznych instrument przedostał się na tereny Ameryki Łacińskiej. Wykształcone tam psalterium miało zazwyczaj 24 struny w poczwórnych, strojonych w unisonach chórach. Struny rozciągnięte były na dwóch lub trzech podzielonych na krótkie odcinki podstawkach. Instrument obejmował zakres trzech oktaw.
W nowożytności, muzykę z wykorzystaniem psalterium tworzyli m.in. kompozytorzy włoscy: Emanuele Barbella, Niccolò Jommelli, Carlo Ignazio Monza oraz Florido Ubaldi, i hiszpańscy: Vicente Adán, Braulio Canales oraz Gaspar Esmit.
Współcześnie psalterium wykorzystywane jest sporadycznie w muzyce ludowej i wykonawstwie muzyki dawnej. Regionalne odmiany zachowały się m.in. w formach arabskiego kanun, rosyjskich gusli, fińskich kanteli, francuskiego épinette des Vosges, estońskich kanneli, łotewskich kokli i litewskich kanklės.